# Monts-sur-Orne
Monts-sur-Orne ist eine französische Gemeinde mit 874 Einwohnern (Stand: 1. Januar 2022) im Département Orne in der Region Normandie. Sie gehört zum Arrondissement Argentan und ist Mitglied im Gemeindeverband Terres d’Argentan Interco.
Monts-sur-Orne entstand als Commune nouvelle im Zuge einer Gebietsreform zum 1. Januar 2018 durch Zusammenlegung von drei ehemaligen Gemeinden, die nun Ortsteile von Monts-sur-Orne (sog. Communes déléguées) darstellen. Zusammengelegt wurden die einstmals eigenständigen Kommunen Goulet, Montgaroult und Sentilly. Goulet fungiert dabei als Verwaltungssitz.

## Gliederung
| Commune déléguée         | ehemaliger INSEE-Code | Fläche (km²) | Einwohnerzahl (2022) |
| ------------------------ | --------------------- | ------------ | -------------------- |
| Goulet (Verwaltungssitz) | 61194                 | 09,30        | 387                  |
| Montgaroult              | 61285                 | 13,87        | 373                  |
| Sentilly                 | 61468                 | 07,73        | 114                  |

## Geografie
Monts-sur-Orne liegt mit Goulet etwa sechs Kilometer westsüdwestlich von Argentan und etwa 36 Kilometer nordnordwestlich von Alençon im Osten der Région naturelle Pays d’Houlme. Die Gemeinde wird hauptsächlich von der Orne mit ihren Nebenarmen und dem Flüsschen Houay entwässert, die ihr Gebiet im Süden bzw. im Osten begrenzen. Das Zentrum in Goulet liegt auf einer Höhe von etwa 170 m. Das Relief des Gebiets ist in der Osthälfte relativ flach und steigt nach Nordwesten hin auf bis zu 252 m an. Die tiefsten Stellen der Gemeinde sind am Austritt der Orne aus dem Gemeindegebiet zu finden.
Teile des Gebiets von Monts-sur-Orne gehören zum Natura 2000-Schutzgebiet „Haute vallée de l’Orne et affluents“ (FR2500099) und von fünf ZNIEFF-Naturzonen.
Monts-sur-Orne wird umgeben von den Nachbargemeinden Ri und Commeaux im Norden, Occagnes im Norden und Nordosten, Moulins-sur-Orne im Osten, Sarceaux im Südosten, Écouché-les-Vallées im Süden und Westen, Giel-Courteilles im Westen und Nordwesten sowie Habloville im Nordwesten.

## Sehenswürdigkeiten

### Goulet
- Kirche Saint-Martin (Altarretabel und Marienstatue aus dem 17./18. Jahrhundert, als Monument historique der beweglichen Objekte klassifiziert)
- Das Servin-Kreuz (La Croix Servin), Wegekreuz aus dem 13. Jahrhundert, seit 1955 als Monument historique eingeschrieben

### Montgaroult
- Kirche von Vaux-le-Bardoult mit einem Chor aus dem 14. Jahrhundert, seit 1971 als Monument historique eingeschrieben
- Herrenhaus von Pommereux aus dem 15. Jahrhundert, Fassaden und Dächer seit 1970 als Monument historique klassifiziert, sonstige Teile seit 1926 eingeschrieben

### Sentilly
- Kirche Saint-Hilaire, Glockenturm aus dem 11. Jahrhundert

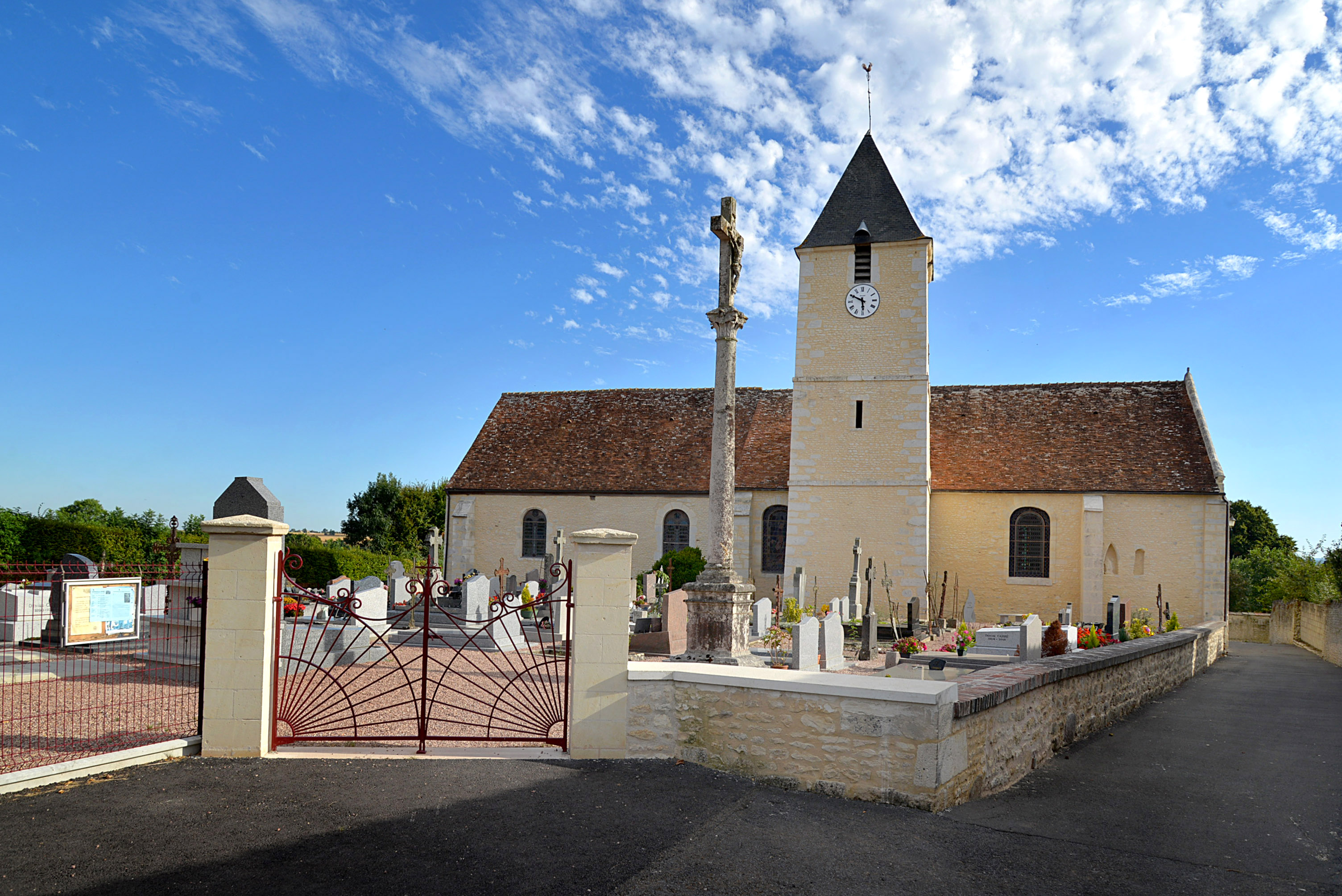
Kirche Saint-Martin in Goulet
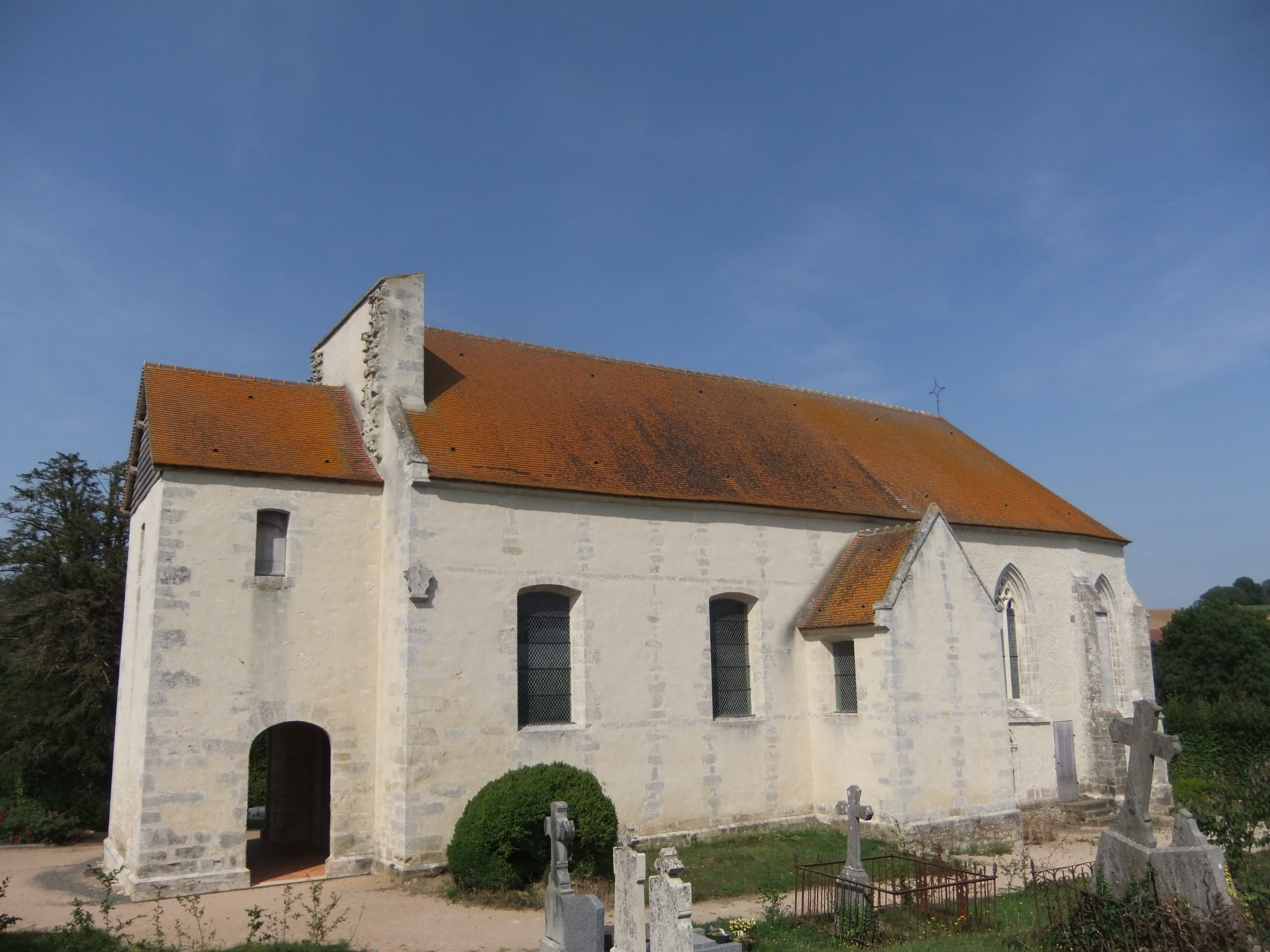
Kirche von Vaux-le-Bardoult
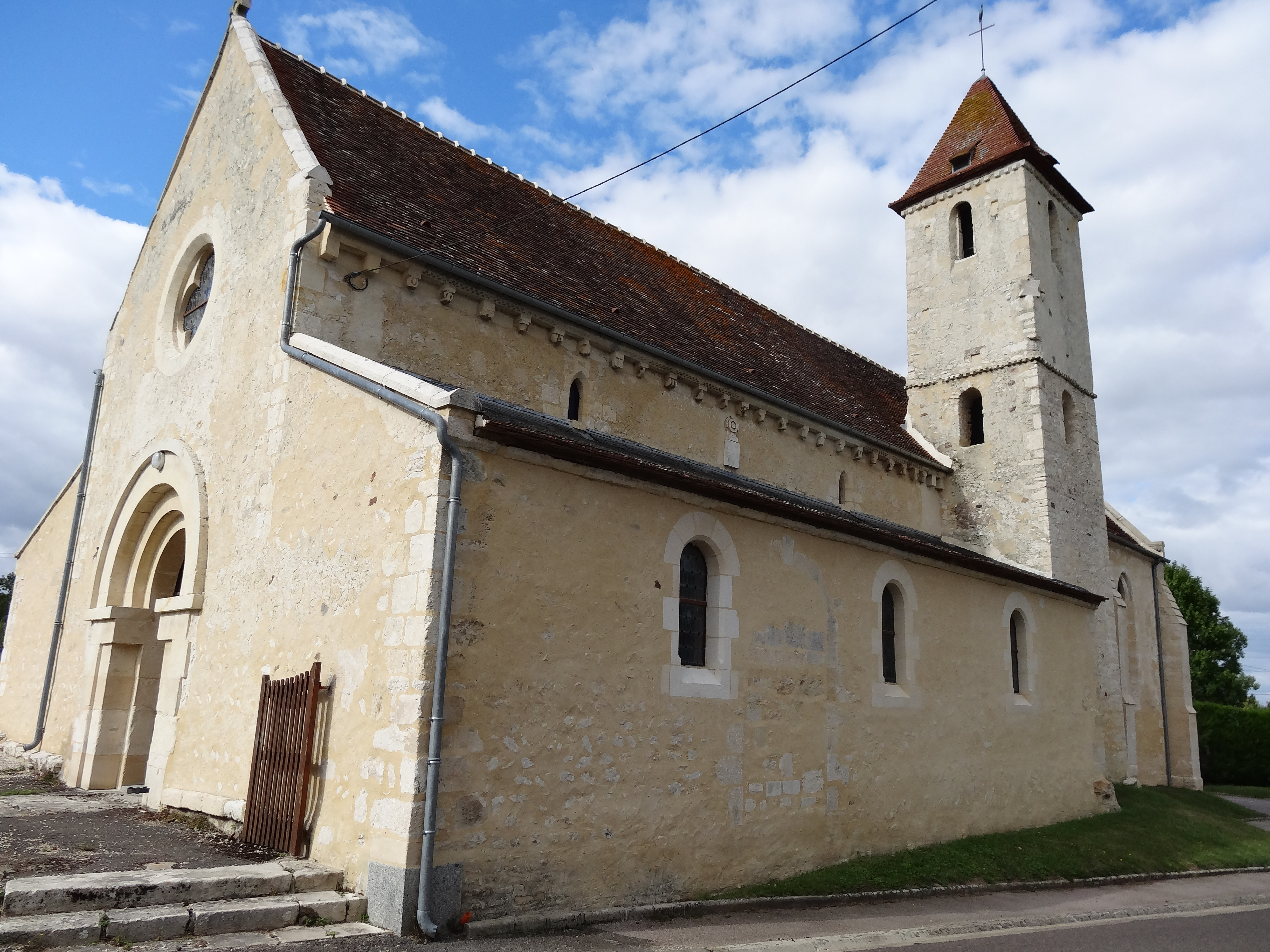
Kirche Saint-Hilaire
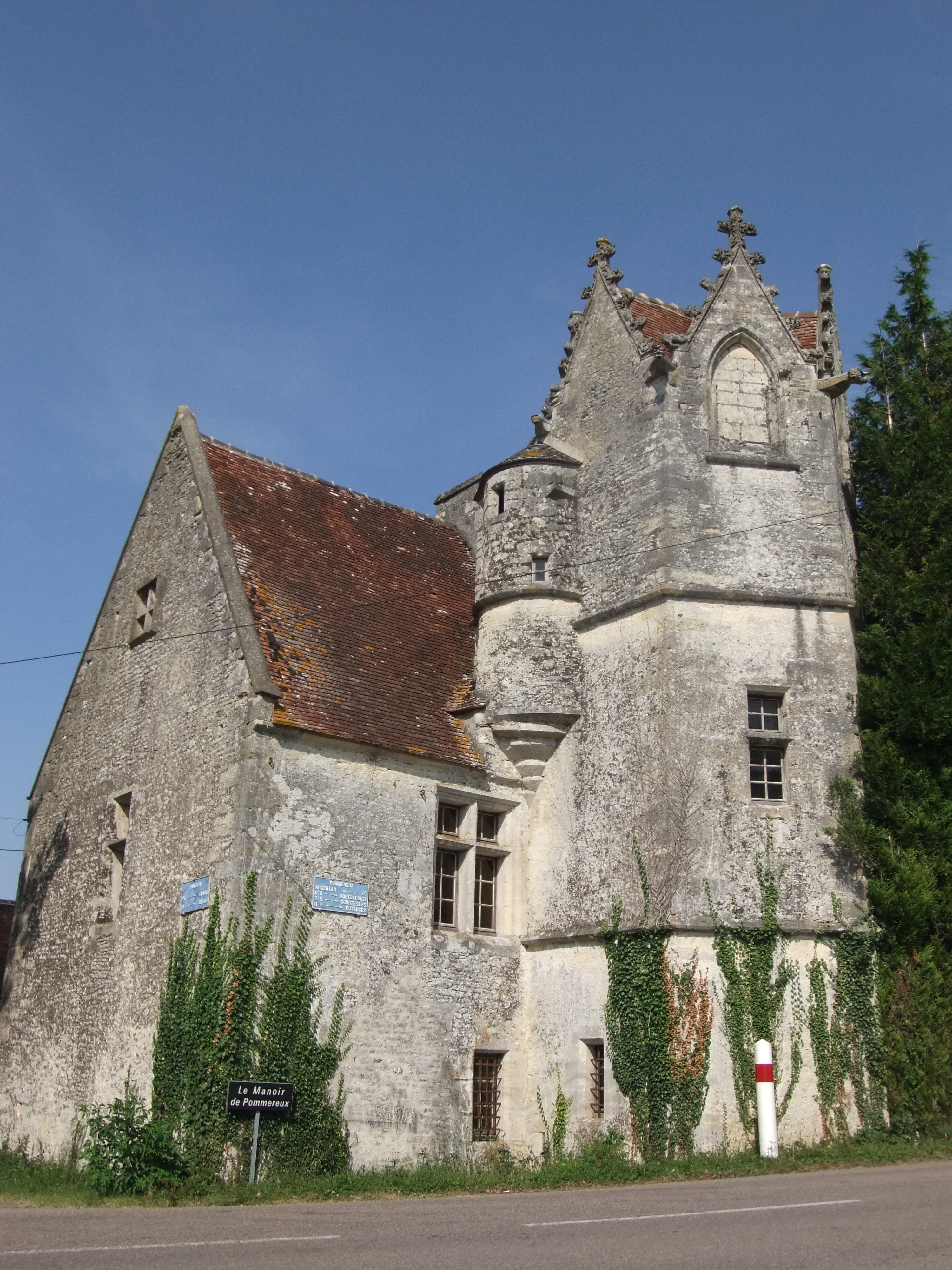
Herrenhaus von Pommereux

## Verkehr
Die Autoroute A 88 von Falaise nach Sées durchquert das südöstliche Gemeindegebiet ohne Anschlussstelle.